# Kohei Suwama
Kohei Suwama (諏訪間 幸平, Suwama Kohei), né le 23 novembre 1976 à Fujisawa, Kanagawa, Japon est un lutteur et un catcheur (lutteur professionnel) japonais, qui est principalement connu pour son travail à la All Japan Pro Wrestling.

## Jeunesse et carrière de lutteur
Suwama pratique la lutte et le judo au lycée. Il continue à faire de la lutte à l'université Chūō. En 1998, il participe à la Coupe d'Asie Océanie où il termine 3e. Il remporte en 2002 le championnat du Japon en lutte libre et en lutte gréco-romaine dans la catégorie des poids lourds (plus de 120 kg). L'année suivante, il gagne les sélections japonaises pour le championnat du monde de lutte et s'y classe 18e. Il tente de se qualifier pour les Jeux olympiques d'été de 2004 mais échoue.

## Carrière

### All Japan Pro Wrestling

#### Voodoo Murders (2006–2008)
Le 8 janvier 2006, il rejoint le groupe Voodoo Murders après un match pour le AJPW Triple Crown Heavyweight Championship entre Satoshi Kojima et le leader du groupe Taru. En rejoignant le groupe, il a officiellement changé son nom en Suwama, qui se traduit par "Suwa l'esprit maléfique.

#### All Japan Ace (2008-2022)
Du 5 au 9 avril, il participe au tournoi annuel Champion Carnival, qu'il remporte le 9 avril en battant la star de la New Japan Pro Wrestling, Hiroshi Tanahashi en finale. 
Le 29 août 2010, il bat Minoru Suzuki et remporte le AJPW Triple Crown Heavyweight Championship pour la deuxième fois.
Le 17 mars 2013, il bat Masakatsu Funaki et remporte le AJPW Triple Crown Heavyweight Championship pour la troisième fois. En juin, lui et Doering ont dissous Last Revolution, lorsque Kaz Hayashi et Shūji Kondō ont annoncé leur démission de la All Japan après que Nobuo Shiraishi ait pris la relève en tant que nouveau président et le départ de Keiji Mutō de la fédération. Alors que plusieurs autres lutteurs ont également quitté All Japan après le changement de direction, il est devenu l'un des premiers lutteurs à montrer publiquement son soutien à Shiraishi, annonçant qu'il allait rester à la fédération. En septembre, il refait équipe avec Joe Doering, formant une équipe nommée "Evolution". Le 22 octobre, ils battent Burning (Jun Akiyama et Gō Shiozaki) et remportent les AJPW World Tag Team Championship, faisant de lui le 1er "Quintuple Crown Champion" en 12 ans,,. 5 jours plus tard, il perd le AJPW Triple Crown Heavyweight Championship contre Akebono.
Avec la disparition du clan, Xceed, de Kento Miyahara, il offre à ce dernier une place dans l'Evolution. Bien que Miyahara ait décliné l'offre, il a accepté de faire équipe avec lui pour participer au World's Strongest Tag Determination League. Le 6 décembre, ils battent The Big Guns (Zeus et The Bodyguard) en finale pour remporter le tournoi. Après le dernier match, Miyahara exprime son intérêt à continuer de faire équipe avec lui, mais il attaque ce dernier et annonce Naoya Nomura en tant que nouveau membre de l' Evolution,. Le 2 janvier 2016, il bat Jun Akiyama et remporte le AJPW Triple Crown Heavyweight Championship pour la cinquième fois. Cependant, il est dépouillé du titre seulement dix jours plus tard après avoir subi une rupture du tendon d' Achille.

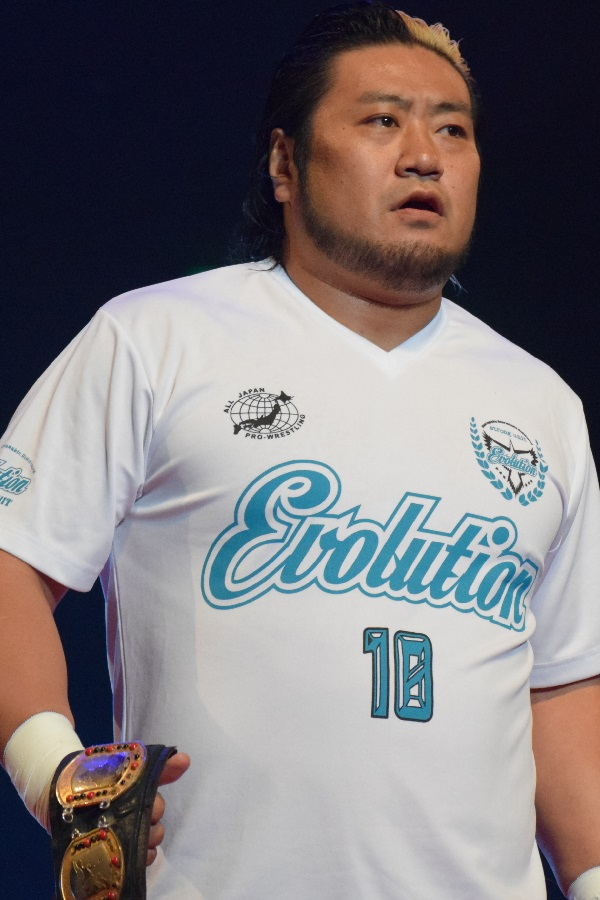
Suwama portant un t-shirt avec le logo du clan Evolution, qu'il dirige depuis 2012

Il effectue son retour sur le ring le 14 juillet.
Le 31 octobre, lui et Shuji Ishikawa battent Masayuki Kōno et Takanori Ito. Ils participent ensuite au World's Strongest Tag Determination League 2017, ou ils remportent cinq matchs pour trois défaites, obtenant une chance de se qualifier pour la finale. Le 12 décembre, ils battent Kento Miyahara et Yoshitatsu, puis plus tard dans la soirée, ils battent Okami (Daichi Hashimoto et Hideyoshi Kamitani) en finale et remportent le World's Strongest Tag Determination League 2017. Le 3 janvier 2018, ils battent Wild Burning (Jun Akiyama et Takao Omori) et remportent les AJPW World Tag Team Championship. Le 3 février, ils perdent les titres contre Kento Miyahara et Yoshitatsu. Le 30 juin, ils battent Sweeper (Dylan James et Ryoji Sai) et remportent les AJPW World Tag Team Championship pour la deuxième fois.
Le 2 janvier 2020, ils battent Zeus et Ryoji Sai et remportent les AJPW World Tag Team Championship pour la quatrième fois.
Le 23 mars, il bat Kento Miyahara et remporte le AJPW Triple Crown Heavyweight Championship pour la septième fois, devenant "Quintuple Crown Champion". Le 30 juin, il conserve son titre contre Shotaro Ashino.
Le 2 janvier 2021, lui et Ishikawa perdent leur titres contre Nextream (Kento Miyahara et Yuma Aoyagi). Par la suite, il recrute Shotaro Ashino et Koji Iwamoto dans son clan Evolution afin d'affronter Enfants Terribles qui se renomme ensuite Total Eclipse.
Le 7 septembre, lui et Shotaro Ashino battent Nextream (Kento Miyahara et Yuma Aoyagi) et remportent les AJPW World Tag Team Championship.

#### Retour de Voodoo Murders (2022–2023)
Le 14 juillet, il bat Jake Lee et remporte le AJPW Triple Crown Heavyweight Championship pour la huitième fois.
Le 23 octobre, lui et KONO battent Gungnir Of Anarchy (Shotaro Ashino et Ryuki Honda) et remportent les AJPW World Tag Team Championship.

#### Face Turn et Retour de Evolution (2023–...)
Lors de All Together Again, lui, Yūji Nagata et Yuma Anzai battent Los Ingobernables de Japón (Bushi, Shingo Takagi et Tetsuya Naitō).
Le 13 juillet 2024, il perd contre Yuma Anzai et ne remporte pas le AJPW Triple Crown Heavyweight Championship.

## Palmarès

### En catch
- All Japan Pro Wrestling

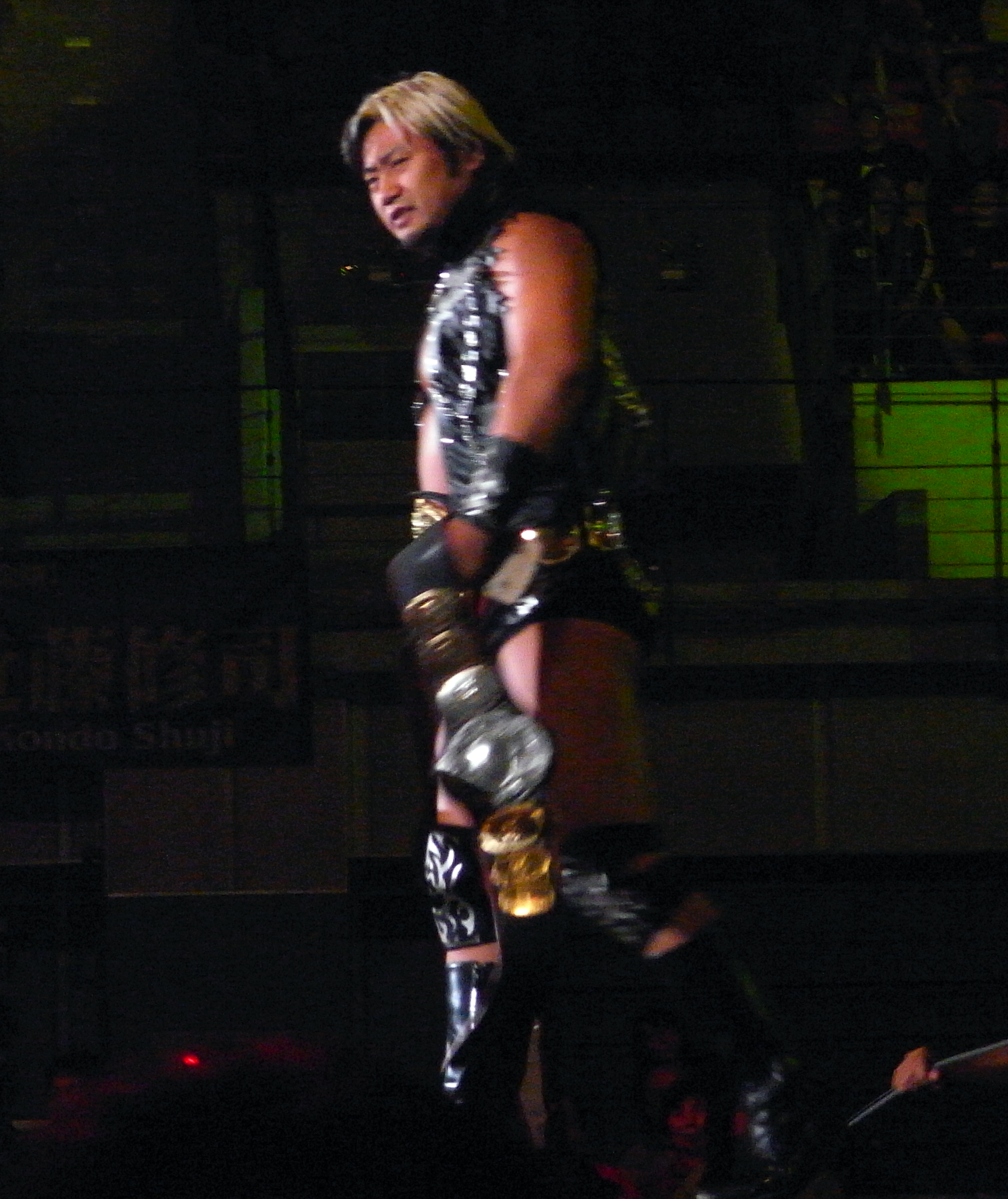
Suwama en tant que AJPW Triple Crown Heavyweight Champion

  - 8 fois AJPW Triple Crown Heavyweight Championship
  - 8 fois AJPW World Tag Team Championship avec Joe Doering (1), Shuji Ishikawa (4), Shotaro Ashino (1), Kono (1) et Hideki Suzuki (1)
  - 1 fois AJPW TV Six Man Tag Team Championship avec Maya Yukihi (en) et Mayumi Ozaki (en)[37]
  - Champion Carnival (2008)
  - Mika Kayama Cup (2010) avec Shūji Kondō[38]
  - Ōdō Tournament (2016, 2017, 2021)
  - World's Strongest Tag Determination League (2013) avec Joe Doering
  - World's Strongest Tag Determination League (2015) avec Kento Miyahara
  - World's Strongest Tag Determination League (2017, 2019) avec Shuji Ishikawa

- Tenryu Project
  - 1 fois Tenryu Project Six Man Tag Team Championship avec Arashi et Tomohiro Ishii

### En lutte
- Coupe Asie Océanie
  -  en lutte libre chez les moins de 97 kg en 1998
- Championnat All Japan
  -  en lutte libre chez les plus de 130 kg en 2001
  -  en lutte libre chez les plus de 120 kg en 2002
  -  en lutte libre chez les plus de 120 kg en 2003
- Championnat de la société All Japan
  -  en lutte libre chez les plus de 130 kg en 2001
  -  en lutte gréco-romaine chez les plus de 130 kg en 2001
- Festival national des sports
  -  en lutte libre chez les plus de 130 kg en 2001
  -  en lutte libre chez les plus de 120 kg en 2003
- Sélection japonaises pour le championnat du monde de lutte
  -  en lutte libre chez les plus de 120 kg en 2002
  -  en lutte libre chez les plus de 120 kg en 2003
- Championnat du Japon de lutte
  -  en lutte libre chez les plus de 120 kg en 2002
  -  en lutte gréco-romaine chez les plus de 120 kg en 2002
- Championnat d'Asie
  - 6e en lutte libre chez les plus de 120 kg en 2003
- Championnat du monde
  - 18e en lutte libre chez les plus de 120 kg en 2003

## Récompenses des magazines
- Pro Wrestling Illustrated

| Année | 2006 | 2007       | 2008 | 2009 | 2010 | 2011 | 2012 | 2013 | 2014 | 2015 | 2016 | 2017 | 2018 | 2019 | 2020 | 2021 | 2022 | 2023       | 2024 |
| ----- | ---- | ---------- | ---- | ---- | ---- | ---- | ---- | ---- | ---- | ---- | ---- | ---- | ---- | ---- | ---- | ---- | ---- | ---------- | ---- |
| Rang  | 217  | Non classé | 39   | 132  | 121  | 14   | 113  | 17   | 28   | 101  | 254  | 217  | 207  | 90   | 42   | 18   | 125  | Non classé | 241  |